# Wiktoria Calma
Wiktoria Calma, auch Vittoria Calma, eigentlich Wiktoria Kotulak (* 29. November 1920 in Trzcinica, Woiwodschaft Karpatenvorland; † 28. Januar 2007 in Rom, Italien) war eine polnische Opernsängerin (Sopran).

## Leben
Calma wurde 1935 von Adam Didur entdeckt, der ihre Ausbildung als Sängerin übernahm und auf den auch ihr Künstlername zurückgeht. Ihr Debüt auf der Opernbühne hatte sie siebzehnjährig am Stadttheater von Lemberg in der Titelrolle von Ambroise Thomas’ Oper Mignon. Ihr geplantes großes Debüt in Warschau fiel dem Einmarsch der deutschen Truppen in Polen zum Opfer. Sie blieb zunächst in Warschau, nahm dort weiter Unterricht bei Didur und trat, wie viele polnische Künstler in dieser Zeit, in Kaffeehäusern auf.
Nach der Niederschlagung des Warschauer Aufstandes flüchtete sie nach Krakau. Hier trat sie am 25. Dezember 1944 neben Bolesław Fotygo-Folański als Halka in Moniuszkos gleichnamiger Oper auf. 1945 sang sie die gleiche Rolle zur Eröffnung des Schlesischen Theaters in Bytom. Mit der Aufführung der Cavalleria rusticana, Madama Butterfly und La Bohème etablierte sie sich in den nächsten Jahren als Primadonna des Hauses. 1947 ging sie nach Mailand. Hier trat sie u. a. 1972 an der Scala in Schostakowitschs Oper Die Nase auf.